# Peervormige stuifzwam
De peervormige stuifzwam (Lycoperdon pyriforme) is schimmel die behoort tot de familie Lycoperdaceae. Het is een wittige tot olijfbruine stuifzwam. Wanneer de zwam rijp is komen de sporen vrij uit een centrale opening aan de bovenkant van het vruchtlichaam. 

## Uiterlijk
De peervormige stuifzwam is 1 tot 6 cm hoog en heeft de vorm van een omgekeerde peer. Jonge exemplaren zijn vuil wittig, niet geheel wit zoals de parelstuifzwam (Lycoperdon perlatum) en soms bezet met fijne, donkere wratjes. Oudere exemplaren zijn kaal en olijfbruin. Het vlees is eerst zuiver wit, maar wordt daarna omgezet tot sporen die olijfkleurig zijn.

## Microscopische kenmerken

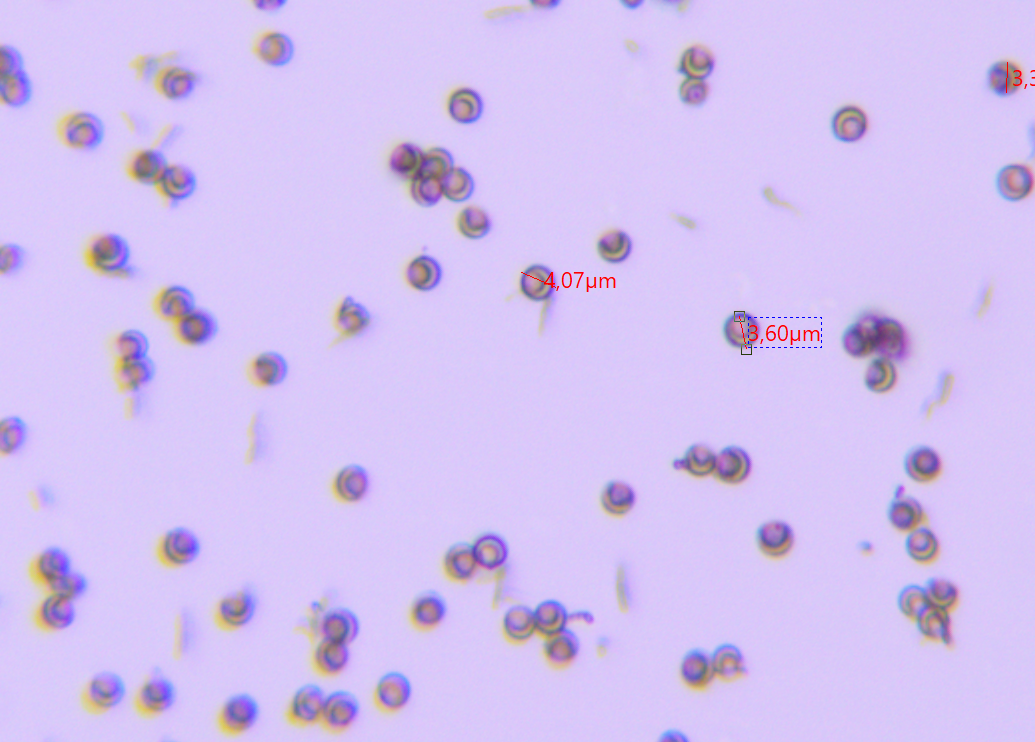
Sporen van de Peervormige stuifzwam

De binnenste sporenmassa, is wit als hij jong is, maar wordt groengeel tot donker olijfbruin naarmate hij ouder wordt. De sporen zijn 3 tot 4,5 μm groot en rond, glad en donker olijfbruin van kleur.

## Verspreiding
De peervormige stuifzwam wordt van augustus tot november aangetroffen. De zwam groeit in groepen op vermolmde stronken, houtresten op humusrijke grond in loofbossen en ook op kegels van naaldbomen. In Nederland is het een zeer algemeen voorkomende soort.

## Toepassingen
De peervormige stuifzwam is jong eetbaar zolang het vlees wit is. Wanneer het binnenste bruin geworden is: niet meer gebruiken.

## Foto's

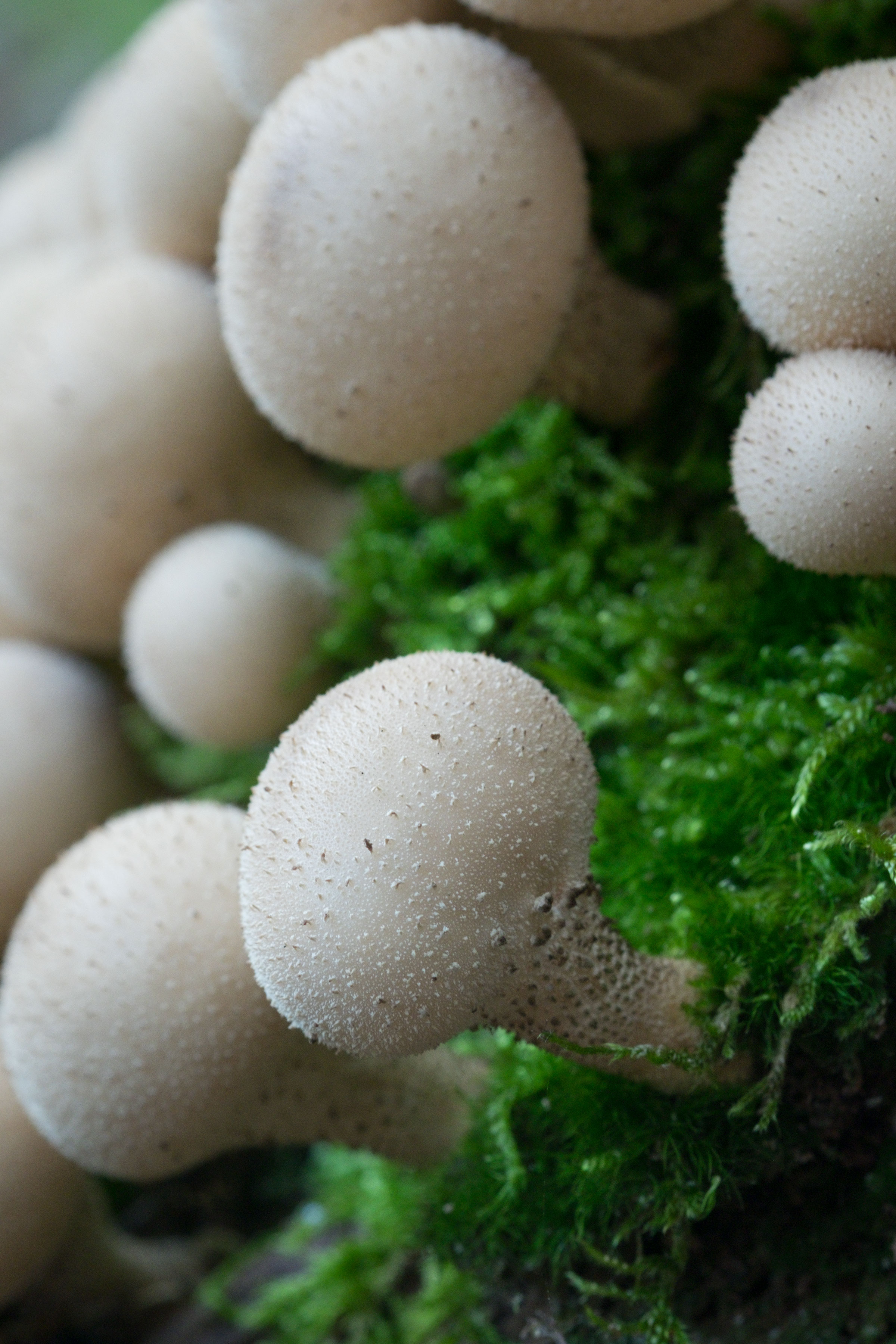
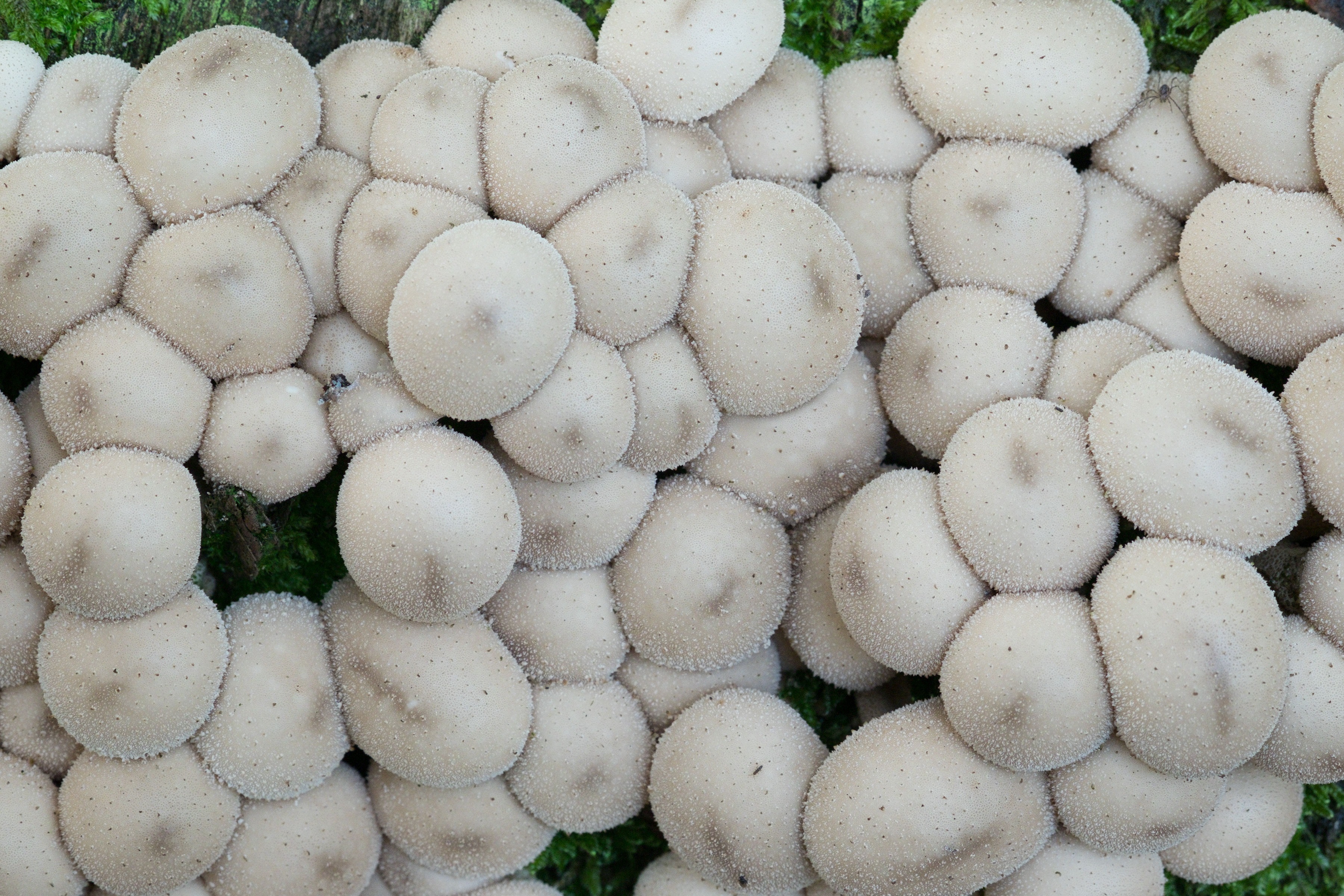
Jonge exemplaren
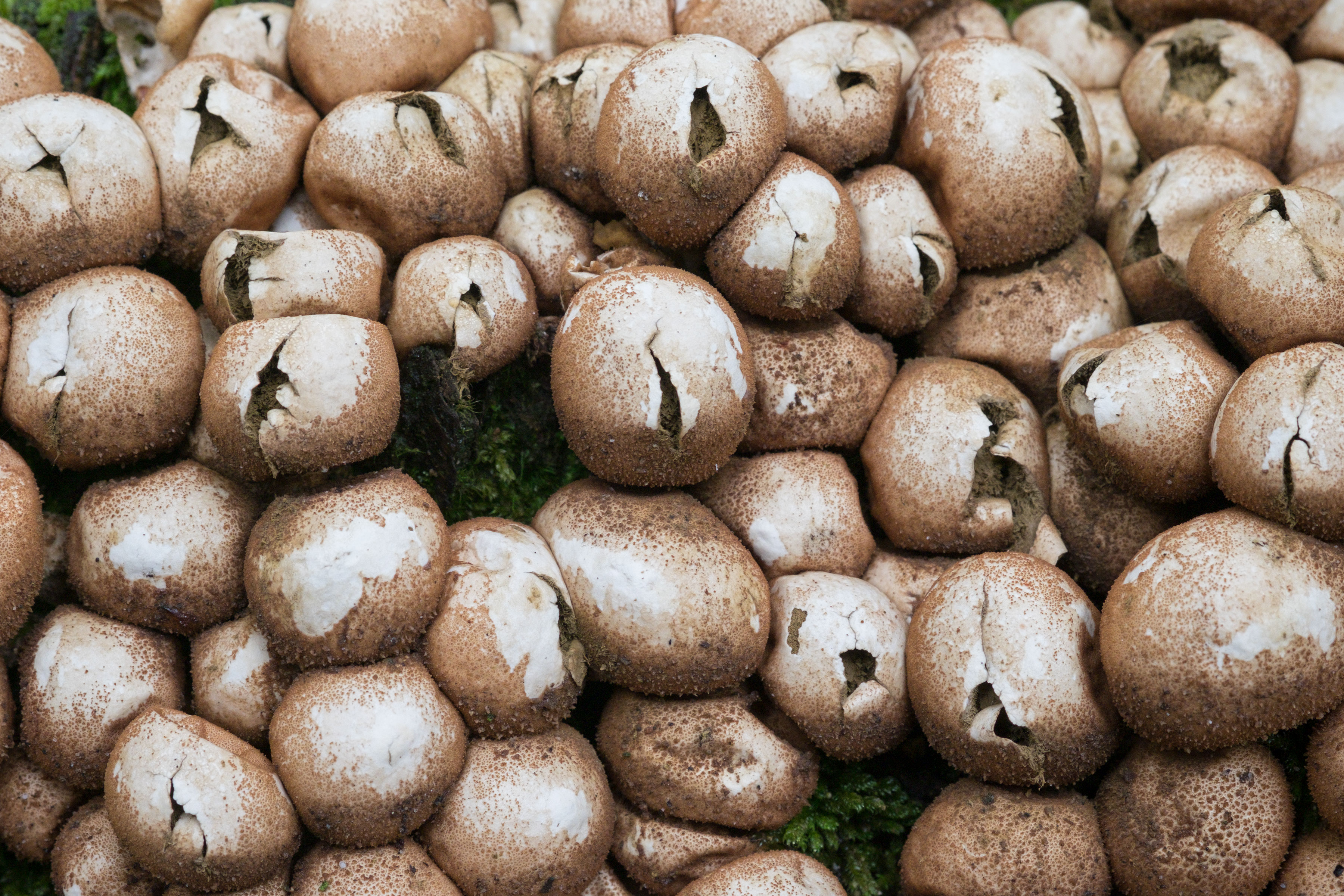
Oudere exemplaren